# Na okrągło
Na okrągło – singel polskiego rapera Kubana, promujący album studyjny, zatytułowany Spokój.. Singel został wydany 8 grudnia 2022.
Kompozycja znalazła się na 24. miejscu listy OLiA, najczęściej odtwarzanych utworów w polskich rozgłośniach radiowych. Nagranie otrzymało w Polsce status diamentowego singla, przekraczając liczbę 250 tysięcy sprzedanych kopii.

## Geneza utworu i historia wydania
Piosenka została napisana i skomponowana przez Jakuba Kiełbińskiego i Filipa Pachólczyka, który również odpowiada za produkcję utworu.
Singel ukazał się w formacie digital download 8 grudnia 2022 w Polsce za pośrednictwem wytwórni płytowej Dobzi ludzie w dystrybucji Sony Music Entertainment Poland. Kompozycja została umieszczona na drugim albumie studyjnym Kubana – Spokój..

## „Na okrągło” w stacjach radiowych
Nagranie było notowane na 24. miejscu w zestawieniu OLiA, najczęściej odtwarzanych utworów w polskich rozgłośniach radiowych.

## Teledysk
Do utworu powstał teledysk w reżyserii Macieja Buchwalda, który udostępniono w dniu premiery singla za pośrednictwem serwisu YouTube.

## Notowania
| Kraj   | Lista (2022–23)          | Najwyższa pozycja |
| ------ | ------------------------ | ----------------- |
| Polska | OLiS – single w streamie | 4                 |

| Kraj   | Lista (2023)                   | Najwyższa pozycja |
| ------ | ------------------------------ | ----------------- |
| Polska | OLiS – oficjalna lista airplay | 24                |

| Kraj   | Lista (2023)             | Pozycja |
| ------ | ------------------------ | ------- |
| Polska | OLiS – single w streamie | 10      |

## Certyfikaty
| Kraj          | Certyfikat       | Sprzedaż |
| ------------- | ---------------- | -------- |
| Polska (ZPAV) | diamentowa płyta | 250 000+ |

## Wyróżnienia
| Rok  | Konkurs    | Kategoria                   | Rezultat    |
| ---- | ---------- | --------------------------- | ----------- |
| 2023 | Gorąca 100 | 100 największych hitów 2023 | 39. miejsce |